# ريتشارد إلرود
ريتشارد إلرود هو محامي وقاضي وسياسي أمريكي، ولد في 17 فبراير 1934 في شيكاغو في الولايات المتحدة، وتوفي في 19 أبريل 2014 بسبب سرطان. نشط حزبياً في الحزب الديمقراطي. وقد انتخب عضو مجلس نواب إلينوي ‏.